# JaJa Richards
JaJa Richards (Saint Croix, 19 novembre 1974) è un ex cestista americo-verginiano.

## Carriera
Con le Isole Vergini Americane ha disputato tre edizioni dei Campionati americani (2001, 2003, 2007).